# 布吕吉耶尔
布吕吉耶尔（法語：Bruguières，法語發音：[bʁyɡjɛʁ]）是法国上加龙省的一个市镇，属于图卢兹区。

## 地理
布吕吉耶尔（43°43'27"N, 1°24'41"E）面积9.03 平方千米，位于法国奧克西塔尼大區上加龙省，该省份为法国西南部内陆省份，西南端与西班牙接壤，自此顺时针与上比利牛斯省、热尔省、塔恩-加龙省、塔恩省、奥德省和阿列日省接壤。
与布吕吉耶尔接壤的市镇（或旧市镇、城区）包括：圣索沃尔、卡斯泰尔日内斯特、塞佩、格拉唐图尔、莱斯皮纳斯、圣阿尔邦、圣若里。
布吕吉耶尔的时区为UTC+01:00、UTC+02:00（夏令时）。

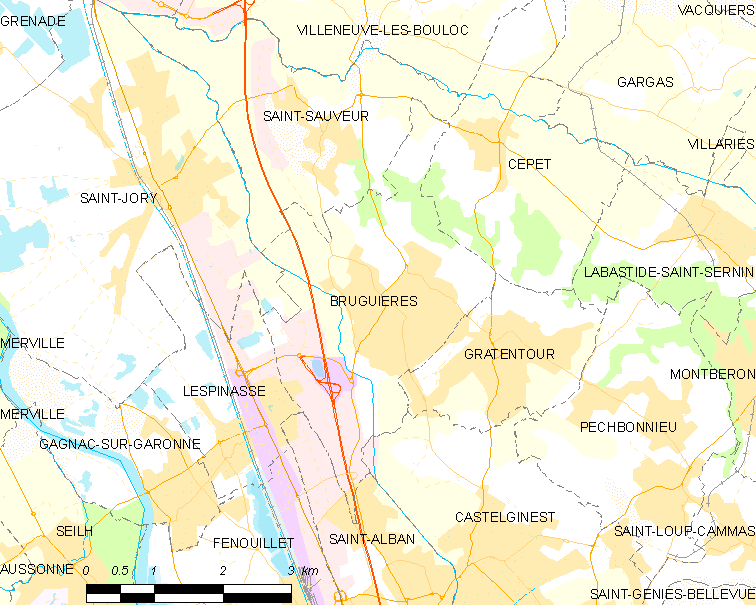
布吕吉耶尔的OSM定位图

## 行政
布吕吉耶尔的邮政编码为31150，INSEE市镇编码为31091。

## 政治
布吕吉耶尔所属的省级选区为卡斯泰尔日内斯特县。

## 人口

1962-2008年间布吕吉耶尔人口变化图示

布吕吉耶尔于2022年1月1日时的人口数量为5908人。

## 图集

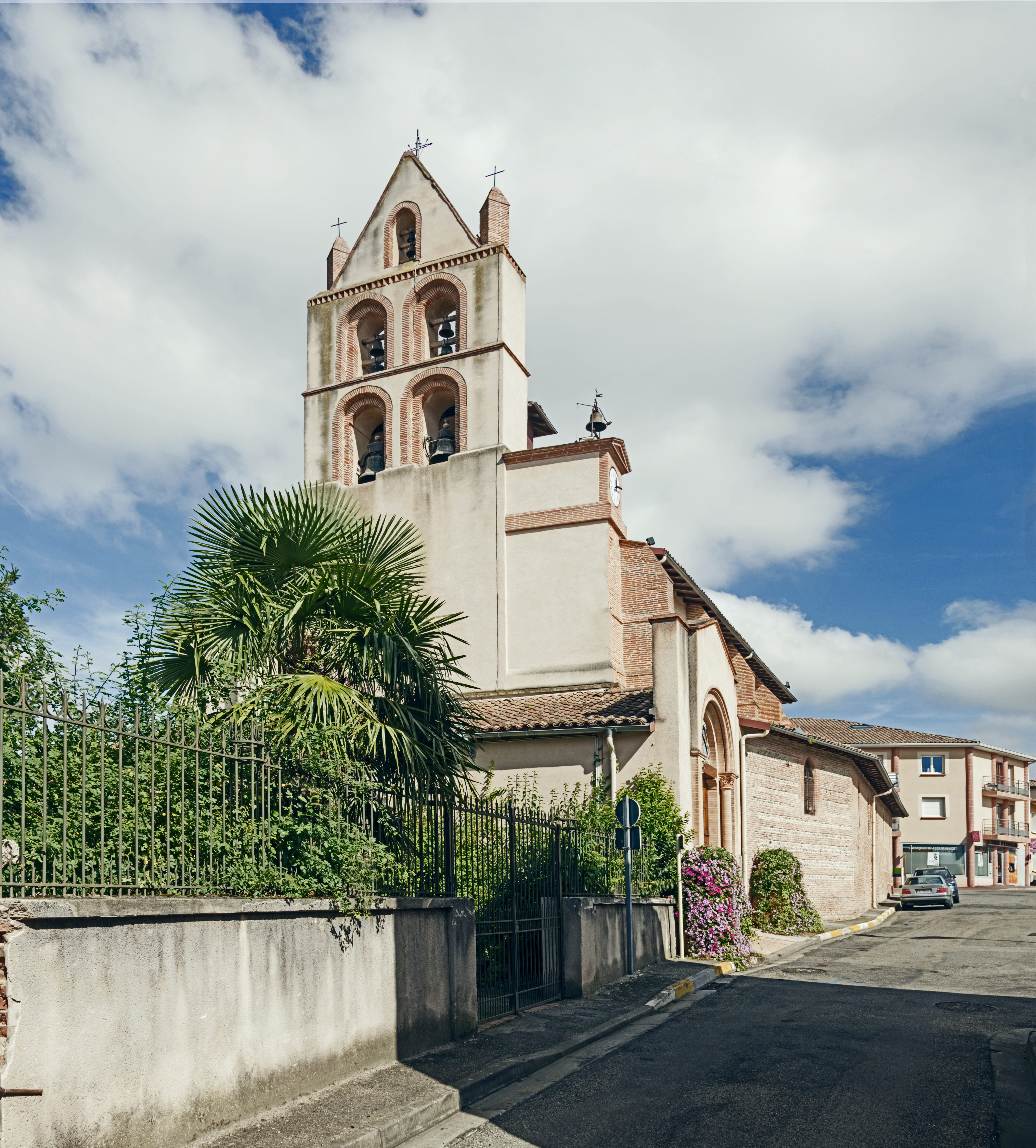
圣马丁教堂
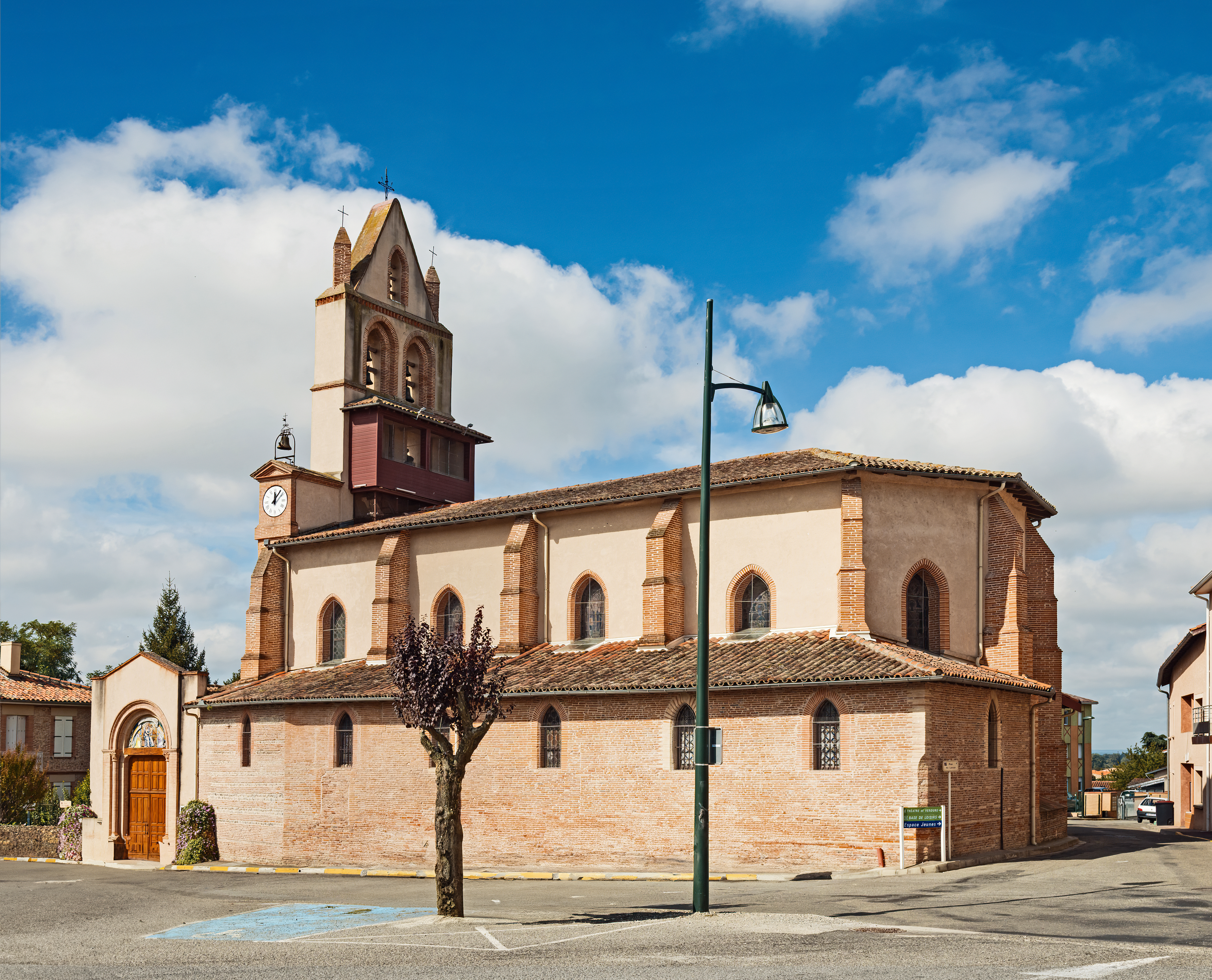
圣马丁教堂